# Воал (мъглявина)
Воал е мъглявина в съзвездието Лебед.
Представлява облак от горещ йонизиран газ, останки от свръхнова, избухнала преди 5 до 8 хиляди години. Разстоянието от Земята до Воал не е точно установено, но според някои оценки е около 1470 светлинни години. Мъглявината е един от най-ярките небесни обекти в рентгеновия спектър.